# كريستين ماجروس
كريستين ماجروس (بالفرنسية: Christine Majerus)‏ (و. 1987  م) هي دراجة على الطريق، من لوكسمبورغ، ولدت في مدينة لوكسمبورغ، شاركت في ألعاب أولمبية صيفية 2012، وركوب الدراجات في الألعاب الأولمبية الصيفية 2016.

## سباقات أو مراحل فاز بها
| التاريخ        | السباق                                                               | المركز                                                                 |
| -------------- | -------------------------------------------------------------------- | ---------------------------------------------------------------------- |
| 28 يونيو 2007  | سباق الطريق ضد الساعة للسيدات في بطولة لوكسمبورغ لسباق الدراجات 2007 | الفائز في التصنيف العام                                                |
| 30 يونيو 2007  | سباق الطريق للسيدات في بطولة لوكسمبورغ لسباق الدراجات 2007           |                                                                        |
| 26 يونيو 2008  | سباق الطريق ضد الساعة للسيدات في بطولة لوكسمبورغ لسباق الدراجات 2008 | الفائز في التصنيف العام                                                |
| 29 يونيو 2008  | سباق الطريق للسيدات في بطولة لوكسمبورغ لسباق الدراجات 2008           |                                                                        |
| 22 مارس 2009   | Cholet Pays de Loire Dames 2009                                      |                                                                        |
| 25 يونيو 2009  | سباق الطريق ضد الساعة للسيدات في بطولة لوكسمبورغ لسباق الدراجات 2009 | الفائز في التصنيف العام                                                |
| 27 يونيو 2009  | سباق الطريق للسيدات في بطولة لوكسمبورغ لسباق الدراجات 2009           |                                                                        |
| 18 أكتوبر 2009 | 2009 Chrono des Nations (women's race)                               | العاشر في التصنيف العام                                                |
| 01 يناير 2010  | Coupe de France féminine de cyclisme sur route 2010                  |                                                                        |
| 21 مارس 2010   | Cholet Pays de Loire Dames 2010                                      |                                                                        |
| 11 أبريل 2010  | Ladies Berry Classic's Cher 2010                                     |                                                                        |
| 24 يونيو 2010  | سباق الطريق ضد الساعة للسيدات في بطولة لوكسمبورغ لسباق الدراجات 2010 | الفائز في التصنيف العام                                                |
| 26 يونيو 2010  | سباق الطريق للسيدات في بطولة لوكسمبورغ لسباق الدراجات 2010           | الفائز في التصنيف العام                                                |
| 01 يناير 2011  | Coupe de France féminine de cyclisme sur route 2011                  | الفائز في التصنيف العام                                                |
| 07 مايو 2011   | Knokke-Heist - Bredene 2011                                          |                                                                        |
| 05 يونيو 2011  | Therme Kasseienomloop 2011                                           | الفائز في التصنيف العام                                                |
| 23 يونيو 2011  | سباق الطريق ضد الساعة للسيدات في بطولة لوكسمبورغ لسباق الدراجات 2011 | الفائز في التصنيف العام                                                |
| 25 يونيو 2011  | سباق الطريق للسيدات في بطولة لوكسمبورغ لسباق الدراجات 2011           | الفائز في التصنيف العام                                                |
| 31 يوليو 2011  | Tour de Bochum 2011                                                  |                                                                        |
| 21 يونيو 2012  | سباق الطريق ضد الساعة للسيدات في بطولة لوكسمبورغ لسباق الدراجات 2012 | الفائز في التصنيف العام                                                |
| 23 يونيو 2012  | سباق الطريق للسيدات في بطولة لوكسمبورغ لسباق الدراجات 2012           | الفائز في التصنيف العام                                                |
| 20 يونيو 2013  | سباق الطريق ضد الساعة للسيدات في بطولة لوكسمبورغ لسباق الدراجات 2013 | الفائز في التصنيف العام                                                |
| 22 يونيو 2013  | سباق الطريق للسيدات في بطولة لوكسمبورغ لسباق الدراجات 2013           | الفائز في التصنيف العام                                                |
| 28 يوليو 2013  | Tour de Bochum 2013                                                  | الفائز في التصنيف العام                                                |
| 26 يونيو 2014  | سباق الطريق ضد الساعة للسيدات في بطولة لوكسمبورغ لسباق الدراجات 2014 | الفائز في التصنيف العام                                                |
| 29 يونيو 2014  | سباق الطريق للسيدات في بطولة لوكسمبورغ لسباق الدراجات 2014           | الفائز في التصنيف العام                                                |
| 15 مارس 2015   | Novilon Eurocup 2015                                                 |                                                                        |
| 12 أبريل 2015  | هيلثي أجينج تور 2015                                                 |                                                                        |
| 25 يونيو 2015  | سباق الطريق ضد الساعة للسيدات في بطولة لوكسمبورغ لسباق الدراجات 2015 | الفائز في التصنيف العام                                                |
| 27 يونيو 2015  | سباق الطريق للسيدات في بطولة لوكسمبورغ لسباق الدراجات 2015           | الفائز في التصنيف العام                                                |
| 19 يوليو 2015  | طواف بريتاني فيمينين 2015                                            |                                                                        |
| 24 أبريل 2016  | Dwars door de Westhoek 2016                                          | الفائز في التصنيف العام                                                |
| 27 مايو 2016   | لا كلاسيك موربيهان 2016                                              | الفائز في التصنيف العام                                                |
| 24 يونيو 2016  | سباق الطريق ضد الساعة للسيدات في بطولة لوكسمبورغ لسباق الدراجات 2016 | الفائز في التصنيف العام                                                |
| 25 يونيو 2016  | سباق الطريق للسيدات في بطولة لوكسمبورغ لسباق الدراجات 2016           | الفائز في التصنيف العام                                                |
| 30 أبريل 2017  | جراند بريكس إلسي جاكوبس 2017                                         | الفائز في التصنيف العام                                                |
| 11 يونيو 2017  | طواف السيدات 2017                                                    | الأول في تصنيف النقاط، العاشر في تصنيف الجبال، الثاني في التصنيف العام |
| 21 يونيو 2017  | سباق الطريق ضد الساعة للسيدات في بطولة لوكسمبورغ لسباق الدراجات 2017 | الفائز في التصنيف العام                                                |
| 25 يونيو 2017  | سباق الطريق للسيدات في بطولة لوكسمبورغ لسباق الدراجات 2017           | الفائز في التصنيف العام                                                |
| 28 يونيو 2018  | سباق الطريق ضد الساعة للسيدات في بطولة لوكسمبورغ لسباق الدراجات 2018 | الفائز في التصنيف العام                                                |
| 01 يوليو 2018  | سباق الطريق للسيدات في بطولة لوكسمبورغ لسباق الدراجات 2018           | الفائز في التصنيف العام                                                |
| 04 مايو 2019   | طواف يوركشاير للسيدات 2019                                           | الأول في تصنيف النقاط، الرابع في التصنيف العام                         |
| 31 مايو 2019   | La Classique Morbihan 2019                                           | الفائز في التصنيف العام                                                |
| 28 يونيو 2019  | سباق الطريق ضد الساعة للسيدات في بطولة لوكسمبورغ لسباق الدراجات 2019 | الفائز في التصنيف العام                                                |
| 29 يونيو 2019  | سباق الطريق للسيدات في بطولة لوكسمبورغ لسباق الدراجات 2019           | الفائز في التصنيف العام                                                |
| 08 سبتمبر 2019 | بويز ليديز تور 2019                                                  | الفائز في التصنيف العام                                                |
| 22 سبتمبر 2019 | جائزة إسبيرجوس الكبرى للسيدات 2019                                   | الفائز في التصنيف العام                                                |
| 20 أغسطس 2020  | سباق الطريق ضد الساعة للسيدات في بطولة لوكسمبورغ 2020                | الفائز في التصنيف العام                                                |
| 23 أغسطس 2020  | سباق الطريق للسيدات في بطولة لوكسمبورغ 2020                          | الفائز في التصنيف العام                                                |
| 21 مارس 2021   | أوملوب فان دي ويستهوك 2021                                           | الفائز في التصنيف العام                                                |
| 18 يونيو 2021  | سباق الطريق ضد الساعة للسيدات في بطولة لوكسمبورغ 2021                | الفائز في التصنيف العام                                                |
| 20 يونيو 2021  | سباق الطريق للسيدات في بطولة لوكسمبورغ 2021                          | الفائز في التصنيف العام                                                |
| 11 مارس 2022   | درينتشت آخت فان ويسترفيلد 2022                                       | الفائز في التصنيف العام                                                |
| 24 يونيو 2022  | سباق الزمن على الطريق للسيدات في بطولة لوكسمبورغ 2022                | الفائز في التصنيف العام                                                |
| 26 يونيو 2022  | سباق الطريق للسيدات في بطولة لوكسمبورغ 2022                          | الفائز في التصنيف العام                                                |
| 21 يونيو 2023  | سباق الزمن على الطريق للسيدات في بطولة لوكسمبورغ 2023                |                                                                        |
| 25 يونيو 2023  | سباق الطريق للسيدات في بطولة لوكسمبورغ 2023                          | الفائز في التصنيف العام                                                |
| 09 سبتمبر 2023 | 2023 A Travers les Hauts de France                                   |                                                                        |
| 27 أبريل 2024  | 2024 Festival Elsy Jacobs à Garnich                                  |                                                                        |
| 20 يونيو 2024  | سباق الزمن على الطريق للسيدات في بطولة لوكسمبورغ 2024                | الفائز في التصنيف العام                                                |
| 23 يونيو 2024  | سباق الطريق للسيدات في بطولة لوكسمبورغ 2024                          |                                                                        |

## روابط خارجية
- كريستين ماجروس على موقع الاتحاد الدولي للدراجات (الإنجليزية)
- كريستين ماجروس على موقع أرشيف الدراجات (الإنجليزية)
- كريستين ماجروس على موقع إحصائيات الدراجات الإحترافية (الإنجليزية)
- كريستين ماجروس على موقع نسبة الدراجات (الإنجليزية)
- كريستين ماجروس على موقع CycleBase (الإنجليزية)
- كريستين ماجروس على موقع اللجنة الأولمبية الدولية (الإنجليزية)
- كريستين ماجروس على موقع أوليمبيديا (الإنجليزية)